# جونيور أوزاجي
جونيور أوزاجي (بالإنجليزية: Junior Osagie)‏ (15 يناير 1985 بولاية إدو في نيجيريا - ) هو لاعب كرة قدم نيجيري في مركز الوسط. شارك مع منتخب نيجيريا لكرة القدم. أما مع النوادي، فقد لعب مع النادي الإفريقي وإينوغو رينجرز وبيندل إنشورانس ونادي إنييمبا إنترناشونال ونادي دولفينز وواري وولفز وهبوعيل القدس ‏.